# Absolut gisslan
Absolut gisslan (engelska: The Ref) är en amerikansk långfilm från 1994 i regi av Ted Demme, med Denis Leary, Judy Davis, Kevin Spacey och Robert J. Steinmiller Jr. i rollerna.

## Handling
En självsäker inbrottstjuv på rymmen tar ett yuppiepar som gisslan på julafton, men upptäcker för sent att det var ett stort misstag. 

## Rollista
| Denis Leary               | – Gus                 |
| Judy Davis                | – Caroline Chasseur   |
| Kevin Spacey              | – Lloyd Chasseur      |
| Robert J. Steinmiller Jr. | – Jesse Chasseur      |
| Glynis Johns              | – Rose Chasseur       |
| Raymond J. Barry          | – Lt. Huff            |
| Richard Bright            | – Murray, Gus' Driver |
| Christine Baranski        | – Connie Chasseur     |
| Adam LeFevre              | – Gary Chasseur       |
| Phillip Nicoll            | – John Chasseur       |
| Ellie Raab                | – Mary Chasseur       |